# Diplazium fimbriatum
Diplazium fimbriatum är en majbräkenväxtart som beskrevs av Mynssen och F.B.Matos.
Diplazium fimbriatum ingår i släktet Diplazium och familjen Athyriaceae. Inga underarter finns listade i Catalogue of Life.